# Cortejo fúnebre

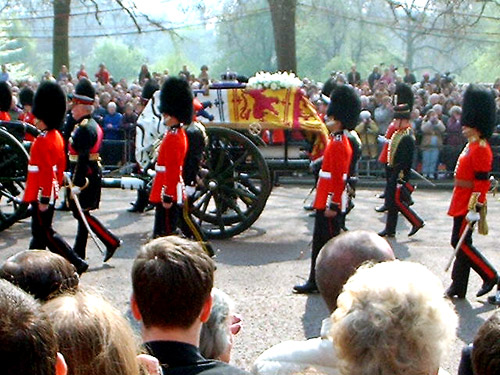
El cortejo fúnebre de la Reina Madre, que tuvo lugar en medio del aniversario 50.º de Isabel II.

Un cortejo fúnebre es una procesión, originalmente a pie pero por lo general, desde el siglo XX en vehículos de motor, desde una iglesia, sinagoga, mezquita, pagoda o recinto hasta el cementerio. El ataúd del fallecido suele transportarse en un coche fúnebre, mientras que la familia y los amigos le siguen en sus propios vehículos. En caso de funcionarios de alto rango o jerarcas de la Iglesia, el cortejo involucra la presencia de pares, representantes, edecanes, embajadores o eclesiásticos de alto rango.

## Procedimiento estándar

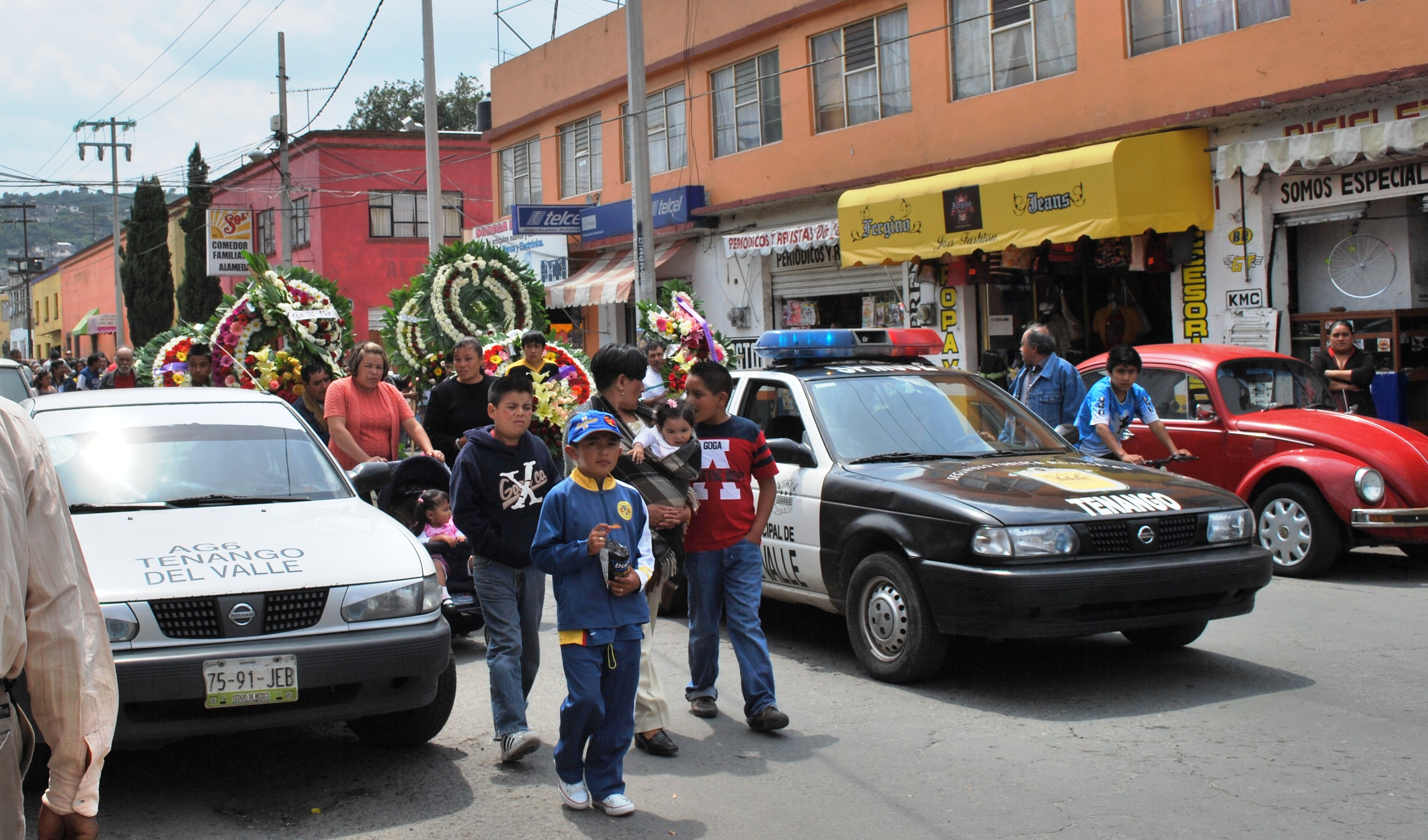
Cortejo fúnebre en México

Las normas aplicadas en mayor parte de los Estados Unidos son las siguientes:
- Todos los vehículos que van a un cortejo fúnebre deben ir acompañados por una escolta licenciado. Por lo general, un escolta asignado para aproximadamente cada 10 a 12 vehículos.

- Los cortejos fúnebres tienen el derecho de paso. Las personas están obligadas a ceder, y no interferir o causar una obstrucción. Esta es una tradición de larga data en el derecho anglosajón.

- Las pegatinas deben pegarse en las ventanas delanteras y traseras de cada vehículo.

- Quienes formen parte de la procesión tienen que tener sus luces encendidas, y en algunos Estados se requiere que el escolta use las luces de peligro.